# STS-61
STS-61 byla mise amerického raketoplánu Endeavour, která probíhala od 2. do 13. prosince 1993. Cílem mise bylo opravit Hubbleův vesmírný dalekohled. Jednalo se zatím o nejsložitější opravu ve vesmíru, na kterou čekali astronomové z celého světa.

## Posádka
- Richard O. Covey (4) velitel
- Kenneth D. Bowersox (2) pilot
- Kathryn R. Thorntonová (5) velitel užitečného zatížení
- Claude Nicollier (3) letový specialista 2
- Jeffrey A. Hoffman (2) letový specialista 3
- Franklin "Story" Musgrave (4) letový specialista 4
- Thomas D. Akers (3) letový specialista 5

V závorkách je uvedený dosavadní počet letů do vesmíru včetně této mise.

## Chyba dalekohledu

### První pozorování
Hubbleův vesmírný dalekohled je kosmický dalekohled vynesený na oběžnou dráhu při misi STS-31. 51 dní po jeho vynesení, 20. května 1990 se začalo první zkušební pozorování. Tento den měl vstoupit do dějin jako začátek éry kosmické astronomie. Cílem prvního pozorování se stala otevřená hvězdokupa NGC 3532. Když se však na monitorech vykreslil první obraz objektu, byl dost neostrý. Operátoři se snažili obraz zaostřit posouváním sekundárního zrcadla podél optické osy. Obraz však zůstával i nadále neostrý. Přestože byl snímek lepší, než jaký by tehdy dokázaly vytvořit pozemské dalekohledy, první pozorování přineslo velké zklamání.

### Příčina neostrosti
Na příčinu neostrosti obrazu se přišlo při zkouškách optické soustavy. Dalekohled trpěl sférickou aberací, běžnou vadou kulových zrcadel. Hlavní zrcadlo mělo odchylku od plánovaného tvaru 2 mikrometry. Chybu způsobila firma Hughes Danbury Optical Systems, Inc, která testovala primární a sekundární zrcadlo pouze odděleně a každé s trochu jinými parametry.

### Možná řešení
Vědecká komise dalekohledu měla několik návrhů, jak postupovat dál. Jedním z řešení by bylo s dalekohledem nic nedělat, protože se část jeho pozorovacího programu dala realizovat i s chybou. Další možností bylo zachycení dalekohledu raketoplánem a jeho doprava na Zemi, kde by se dobrousila optická plocha. Náklady na takovéto řešení by však byly příliš vysoké. Nakonec vyhrála varianta opravy dalekohledu přímo na oběžné dráze a to umístěním korektoru COSTAR, který se na dalekohled namontuje. Funguje na principu jakýchsi „brýlí“, které pomáhají obraz z dalekohledu zaostřovat. Dalšími úkoly mise byla instalace nové kamery WFPC2 a výměna panelů slunečních baterií, protože ty původní kmitaly při každém vstupu teleskopu do zemského stínu a výstupu z něj.

## Přípravy na start
Mise STS-61 nesla také označení HST SM-01 (Hubble Space Telescope Servicing Mission One), protože se jednalo o první servisní misi k Hubbleovu vesmírnému dalekohledu. Astronauté vybraní pro montážní práci na HST nacvičovali všechny potřebné operace ve velkém vodním bazénu. Celkově v něm strávili více než 700 hodin. Raketoplán Endeavour byl zatím po předcházející misi STS-57 přepraven do hangáru OPF. Odtud byl v říjnu přesunut do haly Vehicle Assembly Building. Potom následovala přeprava na rampu LC-39A. Tam proběhlo v dnech 4. a 5. listopadu zkušební odpočítávání. Mezitím však technici zjistili, že tzv. „bílý pokoj“, neboli hangár, kde je ukládán užitečný náklad před startem není sterilně čistý. Z tohoto důvodu byl raketoplán přepraven raději na rampu LC-39B. Takový převoz nastal poprvé v historii kosmonautiky.
Do raketoplánu byla vsunuta montážní plošina, která měla zachytit teleskop po dobu opravy. Dalším nákladem byl SAT (Solar Array Transporter), dvojice nových slunečních baterií. Pracovní nářadí, náhradní díly a kamera byly uloženy ve schránce ORUC (Orbital Replacement Unit Carrier).
Nové datum startu bylo stanoveno na 1. prosince. Odpočítávání začalo 27. listopadu ve 14.00 UT v čase T-43 hodin. Kvůli nepříznivému počasí se však odpočítávání v čase T-9 minut přerušilo a pokračovalo až za několik hodin. Raketoplán odstartoval v 09.27.00 UT.

## Průběh letu
Endeavour se bez problémů dostal na oběžnou dráhu. V T +126 sekund byly odhozeny startovací motory SRB a v čase T +8 minut 49 sekund i palivová nádrž ET. Po prvním manévru motorů OMS se raketoplán dostal na oběžnou dráhu 550-574 km a po další korekci na dráhu 559-574 km. Tím se skončila práce pro první den letu.
Druhý den byl věnován především přípravám pro výstup do otevřeného prostoru. V rámci této přípravy došlo také k snížení tlaku na palubě z 1014 hPa na 704 hPa. Proběhla též kontrola vybavení, jestli nedošlo k jeho poškození při startu. Potom následovalo krátké interview s velitelem lodě.
V noci po druhém dni letu došlo k ukončení všech pozorování dalekohledu a jeho řídící středisko STOCC (Space Telescope Operations Control Center) v Goddard Space Flight Center v Greenbeltu uzavřelo kryt tubusu a navedlo dalekohled do vhodné polohy na setkání s raketoplánem. K tomu došlo třetí den letu. Endeavour se přibližoval k dalekohledu rychlostí 100 km za oběh. Následovaly další korekční manévry. Teleskop zachytil v 08.48 UT Nicollier manipulátorem za kotvičku umístěnou na boku HST. Následovala prohlídka dalekohledu kamerou a potvrdilo se poškození solárních panelů.

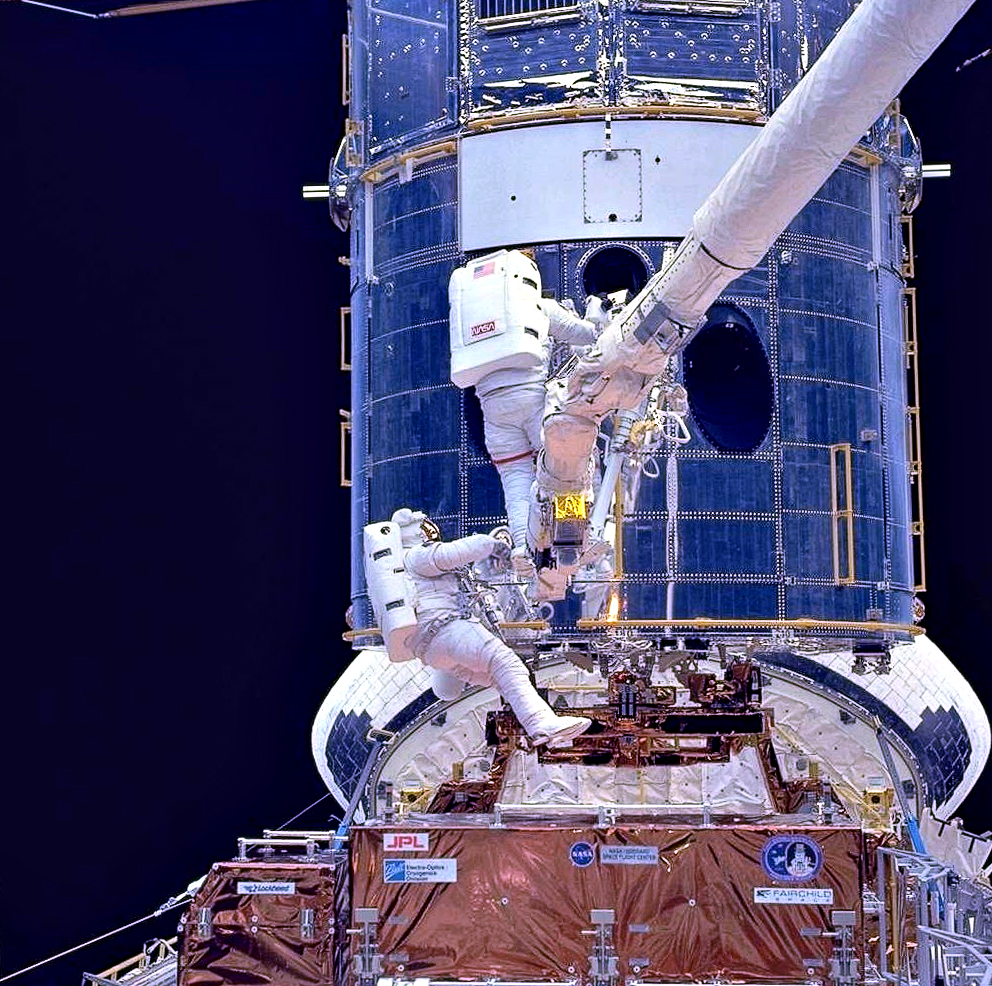
Práce při servisní misi na HST

### EVA-1
Čtvrtý den letu vystoupili do vesmíru Hoffman a Musgrave. Jejich úkolem bylo vyměnit tři vadné gyroskopy. Výměna gyroskopů šla poměrně hladce ale na závěr došlo k problému s uzavřením dvířek krytu, které byly zdeformované teplem. Celý výstup trval 7 hodin 54 minut.

### EVA-2
Druhý výstup absolvovali Thorntonová a Akers. Šlo o výměnu solárních panelů. První solární plachta byla poškozená a nešla uložit do pouzdra, byla odhozena do prostoru. Druhou se však podařilo bez problémů srolovat. Upevnění nových panelů proběhlo bez problémů. Astronauté se vrátili po 6 hodinách a 36 minutách.

### EVA-3
Třetí výstup absolvovali Musgrave a Hoffman. Měli vyměnit starou širokoúhlou planetární kameru WF/PC za modernější model WF/PC-2. Kameru na správné místo nasměroval Hoffman za pomoci Musgravea. Stará kamera byla uložena do nákladového prostoru raketoplánu. Dalším úkolem byla instalace dvou magnetometrů. Tento výstup trval 6 hodin 48 minut.

### EVA-4
Čtvrtý výstup absolvovali Thorntonová a Akers. Vymontovali fotometr HSP, opravili palubní počítač DF-224 a nasadili korektor COSTAR. Výstup proběhl bez problémů a trval 6 hodin 51 minut. Tom Akers překonal rekord v délce celkového času stráveného v otevřeném prostoru. Tento rekord dosud držel Eugene Cernan svým pobytem na Měsíci.

### EVA-5
Pátý výstup absolvovali opět Musgrave a Hoffman. Měli za úkol vyměnit elektroniku slunečních panelů. Výstup trval 7 hodin 21 minut.
Devátý den letu STOCC připravovalo dalekohled na odpojení tím, že palubním počítačům zadalo navigační údaje, aktivovalo samostatné stabilizační gyroskopy a magnetické cívky. Potom Nicollier uchopil teleskop manipulátorem a ostatní členové posádky odpojili dalekohled od kabelů, které ho spojovaly s raketoplánem. Potom došlo k uvolnění zámků mezi dalekohledem a montážní plošinou a pak Nicollier zvedl teleskop nad trup nákladového prostoru. Po otevření krytu tubusu se dalekohled vydal na vlastní oběžnou dráhu. Desátý a jedenáctý den letu znamenal odpočinek především pro letové specialisty.

## Přistání

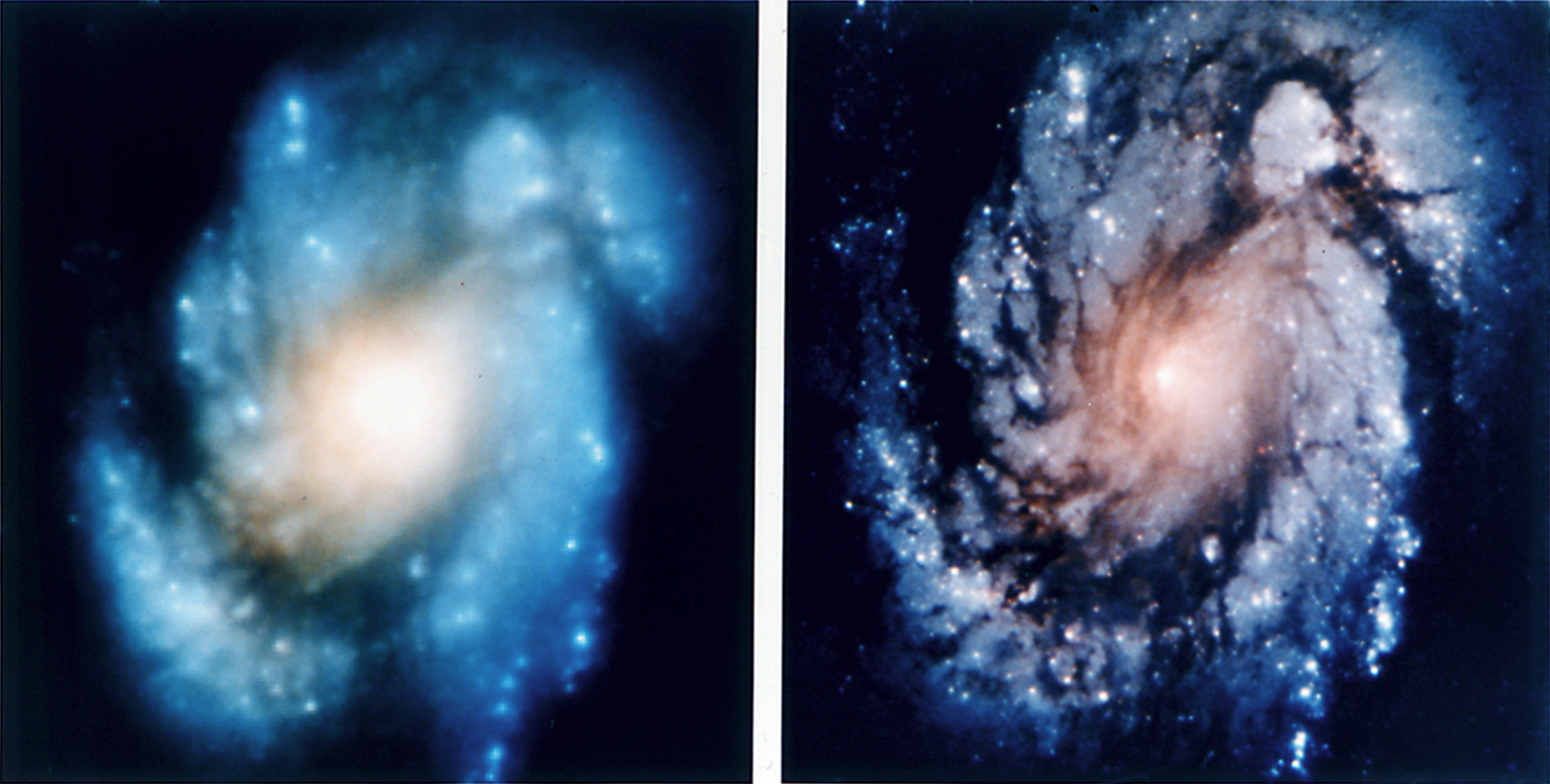
Snímek spirální galaxie M100 z HST před a po servisní misi

Velitel a pilot provedli běžnou kontrolu všech systémů družicového stupně jako přípravu na přistání. K tomu došlo 13. prosince 1993. Manévr motorů OMS nastal ve 04.15 UT nad Indickým oceánem. V 05.25.33 UT se kola jeho podvozku dotkly dráhy 33 na letišti SLF na Kennedyho kosmickém středisku na Floridě. Raketoplán se zastavil v 05.26.26 UT po dojezdu dlouhém 2 400 metrů.